# الطاقة في جزر فارو
يتم إنتاج الطاقة في جزر فارو بشكل أساسي من الوقود الأحفوري، بالإضافة إلى دعم من الطاقة المائية وطاقة الرياح. وتعد المنتجات النفطية المصدر الرئيسي للطاقة، وتستهلكها بشكل رئيسي سفن الصيد والنقل البحري. ويتم إنتاج الكهرباء عن طريق النفط والطاقة الكهرومائية ومزارع الرياح بشكل رئيسي من قبل شركة إس إي في لإنتاج الطاقة والتوزيع المملوكة لجميع بلديات جزر فارو. ولا ترتبط جزر فارو بخطوط الطاقة بأوروبا القارية، وبالتالي لا يمكن للأرخبيل استيراد أو تصدير الكهرباء.

## نظرة عامة
بلغ نصيب الفرد من الاستهلاك السنوي من الطاقة الأولية في جزر فارو 67 ميجاوات ساعة في عام 2011، أي ما يقرب من 60٪ أعلى من الاستهلاك المماثل في القارة الدنماركية. بعد الانخفاض في أوائل التسعينيات، ظل إنتاج الكهرباء في جزر فارو في ارتفاع مستمر منذ ذلك الحين، حيث انتقل من 174.422 ميجاوات في الساعة في عام 1994 إلى 314.409 ميجاوات في الساعة في عام 2015. تمت الاستفادة من طاقة الرياح في عام 1993، حيث أنتجت في البداية أقل من 423 ميجاوات في الساعة، ولكنها ارتفعت إلى 55789 ميجاوات في الساعة بحلول عام 2015. يعمل في قطاع الطاقة 154 شخصًا أو 0.6٪ من إجمالي القوى العاملة في الجزر اعتبارًا من نوفمبر 2015. وهناك مجموعة 50 كيلوواط من محطات شحن السيارات الكهربائية في الجزر.

## كهرباء

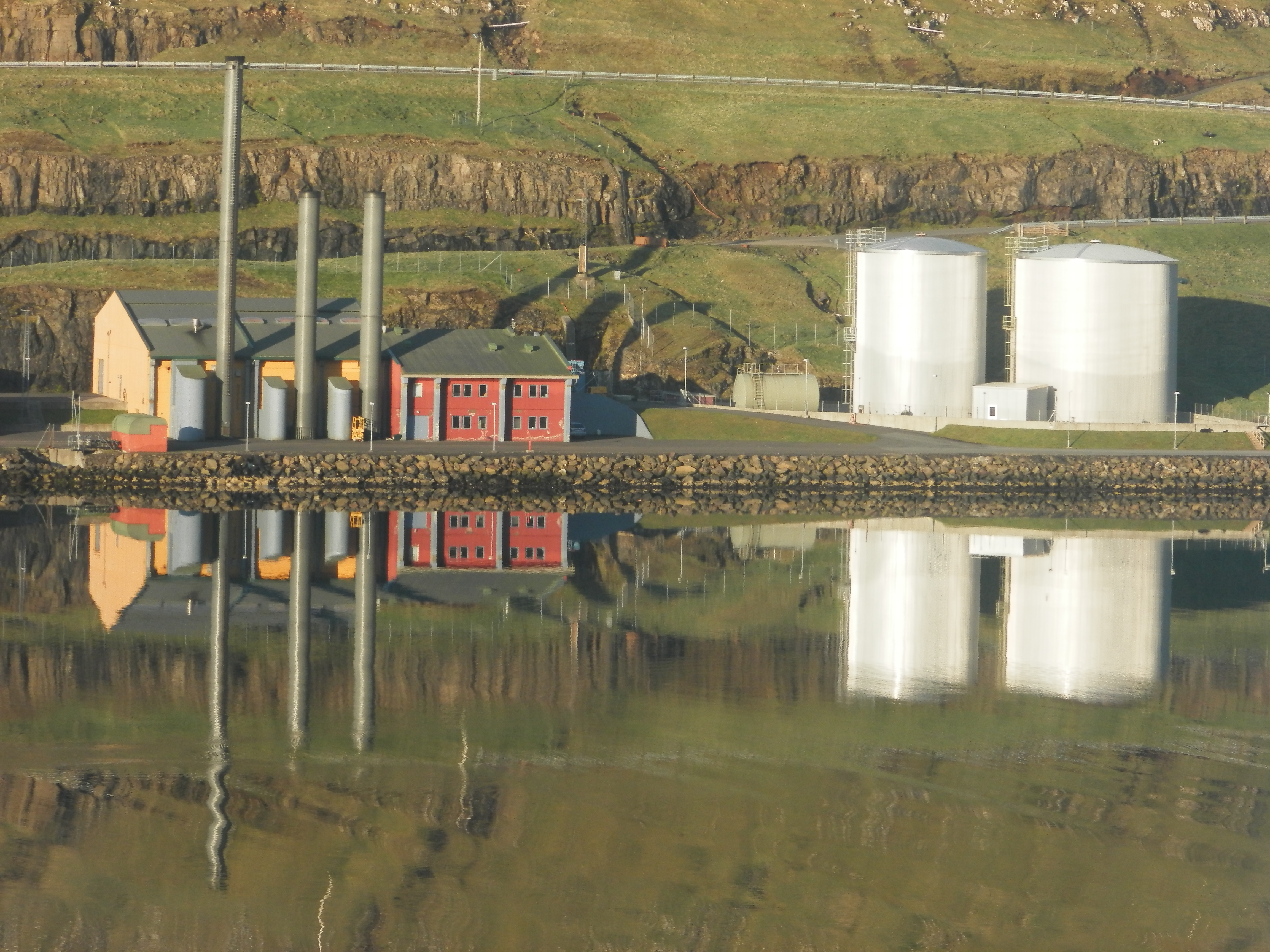
محطة بقدرة توليد 13 ميجاوات شركة إس إي في لإنتاج الطاقة والتوزيع للزيت.

يوجد بالجزر 4 محطات ديزل (حوالي 100 ميجاوات)، و6 محطات كهرومائية بقدرة 37 ميجاوات، و18 ميجاوات في العديد من محطات طاقة الرياح مع عامل قدرة أعلى 40٪. الشركة المملوكة للبلدية إس أي في هي المورد الرئيسي للكهرباء في جزر فارو بنسبة 97٪ من إجمالي الإنتاج، بينما يقوم المنتجون الخاصون بتوريد الباقي. وصل الطلب (وبالتالي الإنتاج) إلى 55 ميجاوات في عام 2019 (كان الرقم القياسي 62 ميجاوات في نوفمبر 2019)، ارتفاعًا من 40 ميجاوات في ذروة النهار سابقًا (انخفاض الليل هو 15 ميجاوات).
في عام 2014، تم تشغيل مزرعة الرياح هوشاهيا بقدرة 180 مليون كرونة دانمركية و12 ميجاوات مع توربينات إنركون بالقرب من تورشافن وزادت سعة الرياح من 6.6 إلى 18.6 ميجاوات؛ أدى هذا إلى انخفاض استهلاك النفط بمقدار 8000 طن (حوالي 4 ملايين يورو) سنويًا. تم تشغيل بطارية ليثيوم أيون 2.3 ميجاوات 700 كيلو وات في الساعة بسعر 2 مليون يورو في هوشاهيا في عام 2016، ممّا أدى إلى استقرار إنتاج طاقة الرياح. ومن المتوقع أن توفر طاقة الرياح 57 مليون كرونة دانمركية للمستهلكين. ارتفعت أسعار الطاقة من 0.64 لكل كيلوواط ساعة في عام 2007، إلى 1.31 كرونة دانمركية لكل كيلوواط ساعة في عام 2019.
سيتم تركيب ستة توربيناترياح إنركون E82 (18 ميجاوات مجتمعة) في قرية إيوي، بتكلفة 0.239 كرونة دانمركية لكل كيلووات ساعة. وسيتم إنتاج 64 جيجاوات/ساعة أخرى سنويًا بواسطة مزرعة رياح جديدة مملوكة للقطاع الخاص بالقرب من هوشاهيا.
يفكر المخططون أيضًا في تحويل الطاقة الكهرومائية الحالية إلى طاقة كهرومائية للتخزين بالضخ، حيث ترتفع الأمطار والرياح في الشتاء ومنخفضة في الصيف. كما يتم النظر في طاقة المد والجزر،  طاقة الرياح البحرية وحلول تخزين الطاقة الحرارية، حيث أن للجزر هدف 100٪ من إنتاج الكهرباء الخضراء بحلول عام 2030. يحدث هذا أحيانًا عندما تتطابق الأمطار والرياح مع الطلب، ويتم إيقاف تشغيل محطات توليد الطاقة التي تعمل بالديزل.

## الربط الكهربائي
أعلى جهد لشبكة الكهرباء الرئيسية في جزر فارو يبلغ 60 كيلو فولت، يوجد 90 كم منها أسلاك علوية و6كم كيبل. نظام 20 كيلو فولت هو 460 كم ويصل إلى معظم المدن في الجزر الرئيسية، بينما يغطي نظام 10 كيلوفولت الجزر النائية المتصلة، وتورشافن. بسبب الظروف الجوية القاسية ونقص الترابط، تعاني جزر فارو من واحد إلى ثلاثة حالات انقطاع للتيار الكهربائي سنويًا، وهي نسبة أعلى من تلك الموجودة في أوروبا القارية. لذلك تم دفن معظم خطوط الكهرباء تحت الأرض ككابلات لتوفير حماية أفضل وتحسين استقرار الشبكة. عندما يكتشف SEV مشكلات في الشبكة، فإن الاستجابة التلقائية للطلب لدى كبار المستهلكين تقلل من الاستهلاك لزيادة استقرار الشبكة.